# Jacinto Elá
Jacinto Elá Eyene, també conegut com a Jacinto Elá (Añisok, 2 de maig de 1982), és un futbolista equatoguineà.
La seva posició dins el camp és extrem (tant dret com esquerre) i està nacionalitzat espanyol, havent estat internacional amb la selecció espanyola en les categories juvenils. Encara això, però Jacinto va optar per jugar amb la selecció major del seu país d'origen, Guinea Equatorial. Al seu palmarès figura ser nomenat millor jugador del món Infantil en la Nike Premier Cup de 1996, un ascens de categoria a Espanya (de Tercera Divisió a Segona Divisió B) amb el RCD Espanyol B, a més d'haver estat campió amb aquest la copa del Rei (juvenil) en 2001.
Després d'haver jugat la temporada 2009-2010 amb la UE Cornellà, ha deixat el futbol per dedicar-se a la seva pròpia línia de roba, Malabona, juntament amb Esther Cobos (la seva dona), acabant amb una entrevista on va dir aquesta ressaltada frase: "Iba para estrella de fútbol, pero he acabado siendo Rey Mago, que es mejor"